# Miguel Oblitas Bustamante
Miguel Oblitas Bustamante (født 10. februar 1964 i Nazca i Ica-regionen i Peru) er en peruviansk komponist, dirigent, lærer og poet. 
Bustamente studerede komposition på  Niño Jesús Garden i Prag (1968) og på Conservatorio Nacional de Música i Lima og privat hos Armando Guevara Ochoa. Han har skrevet to symfonier, orkesterværker, kammermusik, korværker, suiter, koncertmusik, musik for stemme, solostykker for mange instrumenter etc. Bustamente underviste i musik på Inca Garcilaso de la Vega Universitetet i Lima (1998-2003). Han hører til de førende nutidige komponister fra Peru. 

## Udvalgte værker
- Symfoni nr. 1 "Nascas Pampas" (kor symfoni) (1984-1991) - for kor og orkester (inkluderer indfødte instrumenter)
- Symfoni nr. 2 "Inkaika" (1991-1997) - for orkester (inkluderer indfødte instrumenter)
- Naska (1991) (Symfonisk sats) - for orkester
- Trujillo 7. juli 1932 (1995) - for orkester
- Andes Rapsodi (2007) - for orkester
- Kærligheds koncert (2000) - for violin, guitar og strygeorkester